# Chiesa della Congregazione della Trinità dei Pellegrini
La chiesa della Trinità dei Pellegrini (costruita nel XVIII secolo dove sorgeva l'antico Oratorio dei Confratelli) è una delle strutture storico-religiose di Napoli; è sita nel centro storico della città, nella famosa e popolare Pignasecca, nel quartiere Montecalvario adiacente ai Quartieri Spagnoli.

## Storia e descrizione
Alla chiesa, secondo luogo di culto dell'Augustissima Arciconfraternita della SS. Trinità dei Pellegrini, si accede dall'imponente scalone in piperno che si trova nel cortile dell'Ospedale dei Pellegrini ed ha anche un ingresso autonomo in via Giovanni Ninni, al civico 44.
La struttura è storicamente detta anche "Oratorio dei Confratelli" ed è locata nel retro della chiesa principale (Coro settecentesco): sul fondo, una pregevole Trinità di Francesco De Mura riconducibile all'anno 1755; ai lati, gli Evangelisti di Paolo De Maio.
In un ulteriore ambiente è l'Abramo e i tre angeli di Nunzio Rossi; mentre, nella sagrestia si riscontrano opere di Giuseppe Bonito (altare) e Bernardino Campi.